# Филиппины на летних Олимпийских играх 1924
Филиппины принимали участие в Летних Олимпийских играх 1924 года в Париже (Франция) впервые, но не завоевала ни одной медали. Страну представлял один человек — спринтер Давид Непомусено.

## Лёгкая атлетика
Спортсменов — 1
Мужчины
| Спортсмен        | Соревнование | Предварительный раунд | Предварительный раунд | Полуфиналы | Полуфиналы | Финал     | Финал     |
| Спортсмен        | Соревнование | Результат             | Место                 | Результат  | Место      | Результат | Место     |
| ---------------- | ------------ | --------------------- | --------------------- | ---------- | ---------- | --------- | --------- |
| Давид Непумосено | 100 м        | ?                     | 6                     | Не прошёл  | Не прошёл  | Не прошёл | Не прошёл |
| Давид Непумосено | 200 м        | ?                     | 3                     | Не прошёл  | Не прошёл  | Не прошёл | Не прошёл |